# 33396 Vrindamadan
33396 Vrindamadan este o planetă minoră (asteroid), cu un diametru de 2,197 km, din centura de asteroizi. A fost descoperită pe 10 februarie 1999 la Experimental Test Site⁠(d) de Lincoln Near-Earth Asteroid Research. 
Obiectul prezintă o orbită caracterizată de o semiaxă mare de 2,2665618 UAi, o excentricitate de 0,16, o înclinație de 8,11762 ° în raport cu ecliptica.